# Coombe Bissett
Coombe Bissett est une paroisse civile et un village du Wiltshire, en Angleterre.